# Peter Behrens

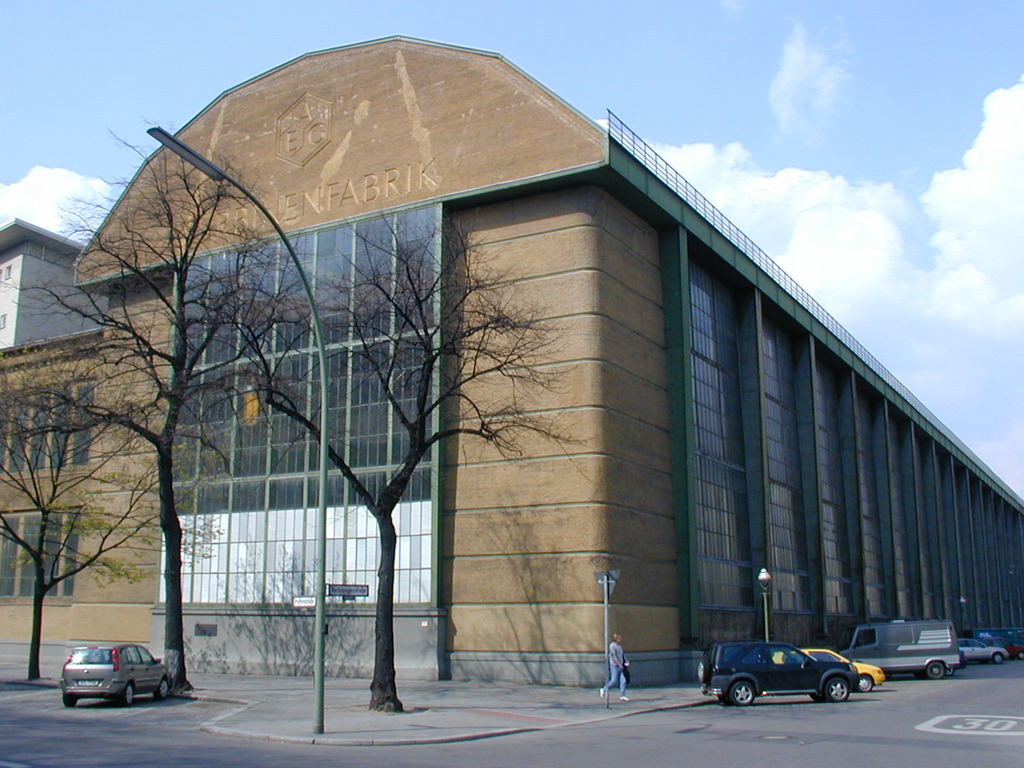
Fábrica de turbinas da AEG, 1910. Projeto de Peter Behrens

Peter Behrens (Hamburgo, 14 de abril de 1868 – Berlim, 27 de fevereiro de 1940) foi um arquiteto e designer alemão. É considerado por muitos o primeiro designer da história e um dos primeiros designers freelancers. Foi um dos arquitectos mais influentes da Alemanha e um dos fundadores da Werkbund. Foi também consultor artístico da AEG (Allgemeine Elektricitäts Gesellschafft).
Estudou pintura em Karlsruhe e Dusseldorf. Depois de freqüentar a Escola de Belas Artes de Hamburgo, partiu para Munique em 1897, durante o período de renascimento das Arts and Crafts na Alemanha.
Pioneiro em responder à demanda da civilização industrial através da arquitetura que influenciou o Movimento Moderno alemão e o que hoje chamamos de Desenho Industrial. 
Em 1899 foi convidado pelo Grão-Duque Ernst Ludwig de Hesse a juntar-se à Colônia de Artistas de Darmstadt (arquiteto J.M. Olbrich, decoradores P. Huber e P. Burck, pintor H. Christiansen, e escultores L. Habitc e R. Bosselt).
Trabalhou na AEG em projetos elétricos e em comunicação visual e gráfica. Introduziu uma nova expressão para a monumentalidade da arquitetura europeia com a Fábrica de Turbinas da AEG — primeiro edifício alemão em aço e vidro (1908-1909) — e o complexo de apartamentos para os trabalhadores da AEG, em Henningsdorf (1910-1911). Também desenvolveu projetos no estilo neoclássico, atendendo a necessidades do cliente, nos escritórios de Dusseldorf, para a Mannesmann AG (1911-1912), Companhia Continental de Borracha (1913-1920) e a Embaixada Alemã em São Petersburgo (1911-1912).
Foi nomeado diretor da Escola de Arquitetura de Viena em 1922.
Com uma produção considerada exemplar do Expressionismo Alemão, teve importantes seguidores como Le Corbusier, Walter Gropius e Mies van der Rohe.
Sepultado no Cemitério de Wilmersdorf.